# 非宗派教會
非宗派教會（英語：Nondenominational Church），也叫獨立教會（英語：Independent Church），是基督教教會組織的一種形式。非宗派教會在教會組織體制上與傳統教會、宗派、神學、信條等沒有共融或隸屬關係。 獨立基督教教會大多是由個別基督教牧師創立；因定義上的原因，獨立教會絕大多是基於新教神學和信條的。非宗派基督教教會沒有一個明確的標準。非宗派基督教教會可以通過對其他教會的某些教義、政策等的承認來達到其他教會的認同，但維持獨立的政策信仰監督，堅守三位一體。 
一些非宗派教會基於原則，明確地拒絕作為一個新的基督教宗派，認為每個教會都是自主獨立的。許多非宗派基督教教會都是基於美國福音派的新教教會。很多是大型非宗派教會，聚會人數有2,000–100,000人。
據2012年蓋洛普調查報告說，10％的美國成年人自認為非宗派基督徒。